# Skate America de 1988
O Skate America de 1988 foi a sétima edição do Skate America, um evento anual de patinação artística no gelo organizado pela Associação dos Estados Unidos de Patinação Artística (em inglês:  United States Figure Skating Association). A competição foi disputada na cidade de Portland, Maine, Estados Unidos.

## Eventos
- Individual masculino
- Individual feminino
- Duplas
- Dança no gelo

## Medalhistas
| Evento                        | Ouro                                                   | Prata                                             | Bronze                                           |
| Individual masculino detalhes | Christopher Bowman · Estados Unidos                    | Daniel Doran · Estados Unidos                     | Todd Eldredge · Estados Unidos                   |
| Individual feminino detalhes  | Claudia Leistner · Alemanha Ocidental                  | Midori Ito · Japão                                | Kristi Yamaguchi · Estados Unidos                |
| Duplas detalhes               | Natalia Mishkutenok · Artur Dmitriev · União Soviética | Marina Eltsova · Sergei Zaitsev · União Soviética | Natalie Seybold · Wayne Seybold · Estados Unidos |
| Dança no gelo detalhes        | Susan Wynne · Joseph Druar · Estados Unidos            | Svetlana Liapina · Gorsha Sur · União Soviética   | Renée Roca · James Yorke · Estados Unidos        |

## Resultados

### Individual masculino
| Pos.              | Nome               | Nacionalidade   |
| ----------------- | ------------------ | --------------- |
| Medalha de ouro   | Christopher Bowman | Estados Unidos  |
| Medalha de prata  | Daniel Doran       | Estados Unidos  |
| Medalha de bronze | Todd Eldredge      | Estados Unidos  |
| 4                 | Lars Dresler       | Dinamarca       |
| 5                 | Vladimir Petrenko  | União Soviética |
| 6                 | Michael Slipchuk   | Canadá          |
| 7                 | Cameron Medhurst   | Austrália       |
| 8                 | Oliver Hörner      | Suíça           |
| 9                 | Makoto Kano        | Japão           |
| 10                | Ralph Burghart     | Áustria         |
| 11                |                    |                 |
| 12                | Martin Marceau     | Canadá          |

### Individual feminino
| Pos.              | Nome                  | Nacionalidade      |
| ----------------- | --------------------- | ------------------ |
| Medalha de ouro   | Claudia Leistner      | Alemanha Ocidental |
| Medalha de prata  | Midori Ito            | Japão              |
| Medalha de bronze | Kristi Yamaguchi      | Estados Unidos     |
| 4                 | Holly Cook            | Estados Unidos     |
| 5                 | Jeri Campbell         | Estados Unidos     |
| 6                 | Karen Preston         | Canadá             |
| 7                 | Joanne Conway         | Reino Unido        |
| 8                 | Claude Peri           | França             |
| 9                 | Natalia Skrabnevskaya | União Soviética    |
| 10                | Stefanie Schmid       | Suíça              |
| 11                | Josée Chouinard       | Canadá             |

### Duplas
| Pos.              | Nome                                 | Nacionalidade      |
| ----------------- | ------------------------------------ | ------------------ |
| Medalha de ouro   | Natalia Mishkutenok / Artur Dmitriev | União Soviética    |
| Medalha de prata  | Marina Eltsova / Sergei Zaitsev      | União Soviética    |
| Medalha de bronze | Natalie Seybold / Wayne Seybold      | Estados Unidos     |
| 4                 | Christine Hough / Doug Ladret        | Canadá             |
| 5                 | Kellie Creel / Robert Pellaton       | Estados Unidos     |
| 6                 | Michelle Menzies / Kevin Wheeler     | Canadá             |
| 7                 | Stacey Ball / Kris Wirtz             | Canadá             |
| 8                 | Anuschka Gläser / Stefan Pfrengle    | Alemanha Ocidental |
| 9                 | Cheryl Peake / Andrew Naylor         | Reino Unido        |
| WD                | Shelly Propson / Scott Wendland      | Estados Unidos     |

### Dança no gelo
| Pos.              | Nome                              | Nacionalidade   |
| ----------------- | --------------------------------- | --------------- |
| Medalha de ouro   | Susan Wynne / Joseph Druar        | Estados Unidos  |
| Medalha de prata  | Svetlana Liapina / Gorsha Sur     | União Soviética |
| Medalha de bronze | Renée Roca / James Yorke          | Estados Unidos  |
| 4                 | Sharon Jones / Paul Askham        | Reino Unido     |
| 5                 | Jo-Anne Borlase / Martin Smith    | Canadá          |
| 6                 | Michelle McDonald / Mark Mitchell | Canadá          |
| 7                 | Dominique Yvon / Frederic Palluel | França          |

## Quadro de medalhas
| Ordem | País               | Medalha de ouro | Medalha de prata | Medalha de bronze |    | Ordem por total |
| ----- | ------------------ | --------------- | ---------------- | ----------------- | -- | --------------- |
| 1     | Estados Unidos     | 2               | 1                | 4                 | 7  | 1               |
| 2     | União Soviética    | 1               | 2                |                   | 3  | 2               |
| 3     | Alemanha Ocidental | 1               |                  |                   | 1  | 3               |
| 4     | Japão              |                 | 1                |                   | 1  | 3               |
| TOTAL | TOTAL              | 4               | 4                | 4                 | 12 | —               |